# Francis Étienne Delery
 (juillet 2020).
Francis Étienne Delery est un aviateur français, né le 3 janvier 1915 à Paimpol et mort pour la France le 7 avril 1945 à Hilversum (Pays-Bas).

## Biographie
Engagé en 1930 dans la Marine nationale française, dite La Royale, Francis Étienne Delery obtient son brevet de pilote d'hydravion sur la base du Centre de formation maritime (CFM) de Hourtin (Gironde) le 1er avril 1937. Il vole alors sur Breguet Bre 521, CAMS 37 et Loire 130 M.

### L'engagement en 1941
Lors de la Seconde Guerre mondiale, n'acceptant pas la défaite, Francis Delery rejoint l'Angleterre en tant que second maître dans l'aéronavale en appareillant dans la nuit du 9 octobre 1941 de Poulafret, près de Paimpol, à bord de la Morgane, un plaisancier de 13 pieds appartenant à André Le Louarn, capitaine de marine marchande domicilié à Kérity, en compagnie de Michel Bouëtté, également de Kérity.
Arrivé sans encombre, il s'engage dans la France libre en 13 octobre 1941, sous le matricule 670 B30 5838 FN41.
Le peu de personnel rallié est invité à signer un engagement dans la Royal Air Force, puis le 16 novembre 1941 une formation de chasse dénommé Air-Marine est constitué à Turnhouse en Écosse, avec du personnel aviateur et marin, commandé alternativement par l'Air, puis la Marine.

### Les Forces navales françaises libres, 1942
Il est affecté aux Forces navales françaises libres dans le Groupe de chasse Île-de-France sous la numérotation de Squadron 340, comprenant deux escadrilles (flights A Paris et B Versailles). Le groupe Île-de-France est commandé à l'origine jusqu'en janvier 1942 par un officier britannique et les deux flights par Philippe de Scitivaux de Greische pour le flight Paris et par Bernard Dupérier pour le Versailles. Ce dernier prendra le commandement du squadron après la capture de Scitivaux.
L'état-major décide de constituer un embryon d'aviation embarquée et trois pilotes vont émerger de ce groupe : Roland Claude, Francis Delery et Gaston Kerlan. Ils sont envoyés à la base de la Royal Naval Air Station Yeovilton à Yeovilton pour une formation et affectés au Squadron 807 équipé de Supermarine Spitfire et de Hawker Hurricane. Puis ils sont envoyés à l'unité de formation opérationnel de la RAF (OTU 53) basée sur l'aérodrome d'Heston pour former des pilotes de chasse sur Supermarine Spitfire, de mai 1942 à sa sortie en juillet 1942. Il est affecté au Squadron 93, puis rejoint le 13 septembre 1942 le groupe de Chasse 2 Île-de-France du Squadron 340. Il se fait photographier en octobre 1942 avec Gaston Kerlan à Biggin Hill et se voit promu premier maître le 1er décembre 1942.
Il participe à des missions de straffing (mitraillage au sol) sur les côtes de France, à Sainte-Catherine, Selsey, Dieppe, Boulogne, Abbeville, Deauville, ainsi qu'à l'attaque de convois allemands. Il effectue également des escortes de bombardiers en compagnie de son ami Gaston Kerlan.
Le 18 août 1942, il participe avec ses camarades au sein du Squadron 340 à l’Operation Jubilee lors du débarquement sur Dieppe en partant de la RAF Hornchurch pour Théville (Manche). Son capitaine du groupe Versailles, François de Labouchère (1917-1942) les mène sur trois missions, dont celle du 19 août fut fatale à Émile François Fayolle (1916-1942). Lui-même perdra la vie le 5 septembre 1942 en combat aérien.

### La Royal Air Force, 1943
De janvier 1943 à décembre 1943, Francis Étienne Delery est transféré dans le Fleet Air Arm au Squadron 807 et pilote un Seafire à bord du porte-avions HMS Indomitable sur lequel il est embarqué avec ses camarades Roland Claude et Gaston Kerlan qu'ils vont combattre dans l'Opération Husky, qui est l'invasion de la Sicile le 10 juillet 1943. Le 14 juillet, à la tête d'une patrouille de Seafires, Roland Claude disparaît en mer alors qu'il attaque un Junkers Ju 88. Son corps n'est pas retrouvé. À la suite du torpillage de L'Indomptable dans la nuit du 16 juillet, alors qu'ils dorment à bord, le porte-avion, bien que gravement endommagé, réussit néanmoins à gagner Gibraltar. Le Squadron 807 est transféré sur le HMS Battler et les deux seuls pilotes rescapés vont poursuivre leur mission en Méditerranée. Proposés tous les deux pour être nommés officiers, ils refusent.
Ils vont accomplir une cinquantaine de missions chacun. Les 8 septembre et 9 septembre 1943, ils participent au combat de Salerne, dans le cadre de l’opération Avalanche sur Seafire, et le Squadron 807 est décimé. Sur les 100 appareils de départ il n'en reste plus que 23. Ils ont pour mission de soutenir les troupes alliées au sol depuis un terrain de fortune, aménagé en urgence à Paestum, et de contenir les attaques allemandes du 12 septembre au 14 septembre 1943. Le 16 septembre 1943, ils passent une nuit en Sicile avant de partir à Bizerte. Le 17 septembre 1943, ce qu'il reste du Squadron 807 embarque sur le HMS Hunter et arrive en Angleterre le 12 octobre 1943. Les deux amis sont alors incorporés dans la Royal Air Force.

### L'année 1944
Delery arrive au Squadron 611 en février 1944, toujours en compagnie de Gaston Kerlan. Ils volent sur Spitfire VII et IX à partir de la fin août 1944 depuis la base de la RAF Bradwell Bay dans l'Essex, jusqu'à son transfert à RAF Skeabrae à Orkney le 3 octobre 1944.

### La fin de la guerre, 1945
En mars 1945, Delery effectue deux missions dans lesquelles sept de ses camarades vont périr.
En mars 1945, il effectue un stage de pilotage sur Hawker Typhoon à la l’OTU 55, puis réintègre le groupe de chasse 2, Squadron 340 le 23 mars 1945 sous le commandement du capitaine Ferdinand Hardy, commandant par intérim par suite de la mort du commandant Émile Massart abattu la veille au-dessus de l'Allemagne et fait prisonnier.
Il effectue une mission aux Pays-Bas le 7 avril 1945 à bord du Spitfire TB359/GW-A lorsqu'il est abattu en vol au-dessus de la ville d'Hilversum en Hollande par la Flak. Son avion s'écrase avec son pilote tué sur le coup. Son corps est ultérieurement rapatrié en France puis inhumé au cimetière de Plounez.
Au moment de sa mort, il totalisait 1168 heures de vol dont 220 heures de vol de guerre au cours de 113 missions offensives.

## Distinctions
|  | chevalier de la Légion d'honneur |
|  | croix de guerre 1939-1945        |
|  | médaille militaire               |

- Citation à l'ordre de la Marine le 9 octobre 1944.

## Hommages
- La municipalité de Paimpol a donné son nom à une rue de la ville.
- La municipalité de Bunschoten a érigé un monument à sa mémoire.
- La promotion 2023 de l'École de maistrance porte son nom.

### Iconographie
- Un portrait photographique de Francis Étienne Delery est publié dans « Les aviateurs de la France Libre (1ère partie) », Les Ailes françaises 1939-1945, no 7.